# Cantonul Châteaugiron
Cantonul Châteaugiron este un canton din arondismentul Rennes, departamentul Ille-et-Vilaine, regiunea Bretania, Franța.

## Comune
- Brécé
- Chancé
- Châteaugiron (reședință)
- Domloup
- Nouvoitou
- Noyal-sur-Vilaine
- Saint-Armel
- Saint-Aubin-du-Pavail
- Servon-sur-Vilaine